# Robert Brosche
Robert Brosche (* 14. August 1858 in Bromberg in Westpreußen; † 19. Februar 1936 in Hannover) war ein deutscher Eisenbahningenieur und Präsident der Eisenbahndirektion Saarbrücken.

## Leben
Robert Brosche absolvierte ein Studium im Fach Ingenieurwesen und leistete im Anschluss daran seinen Militärdienst im 1. Eisenbahnregiment, wo er als Premierleutnant d. Res. seinen Dienst beendete.
Am 11. Oktober 1884 wurde er zum Regierungsbaumeister in Kattowitz in und Ratibor (Oberschlesien), wo er sich am 12. Februar 1895 mit Clara Mosler verlobt hatte, ernannt.
Vom 25. März 1897 an wurde er als Eisenbahnbau- und Betriebsingenieur bei der Reichsbahndirektion Erfurt eingesetzt.
Zum 1. November 1903 folgte die Ernennung zum Regierungs- und Baurat. Knapp vier Jahre später wurde ihm der Titel Geheimer Rat verliehen und er wurde ins Ministerium der öffentlichen Arbeiten berufen.
Die Ernennung zum Geheimen Oberbaurat fiel auf den 2. September 1907.
Am 27. Februar 1913 unterzeichnete er zusammen mit drei weiteren Regierungsbeamten mit dem Fürsten von Schaumburg-Lippe einen Staatsvertrag über den Bau einer Eisenbahnlinie.
Vom 1. April 1917 führte er als Präsident die Eisenbahndirektion Saarbrücken. In diesem Amt blieb er bis zum 21. Mai 1920.